# Lucas Scott
 (août 2022).
- Si vous ne connaissez pas le sujet, laissez ce bandeau (vous pouvez alors contacter les auteurs).
- Si vous supprimez le contenu mis en cause (vous pouvez préalablement contacter les auteurs),

argumentez précisément cette suppression dans la page de discussion
(un manque de référence n'est pas un argument ; une recherche réelle de référence doit avoir été effectuée, être formellement documentée).
 (août 2022).
Si vous disposez d'ouvrages ou d'articles de référence ou si vous connaissez des sites web de qualité traitant du thème abordé ici, merci de compléter l'article en donnant les références utiles à sa vérifiabilité et en les liant à la section « Notes et références ».
Lucas Eugene Scott est un personnage fictif de la série télévisée Les Frères Scott, interprété par Chad Michael Murray.

## Histoire du personnage
Lucas Eugene Scott est né le 28 mars 1988, il est le fils de Dan Scott et Karen Roe. Karen est tombée enceinte au lycée mais Dan l'a ensuite quitté pour continuer le basketball à la fac puis dans la foulée rencontré Deborah avec qui il eût un 2e fils, Nathan, le demi frère de Lucas. Karen a donc élevé seule son fils. C'est Keith Scott, l'oncle de Lucas le frère de Dan, qui a joué le rôle de père pour Lucas. Dans la série, Lucas est au lycée de Tree Hill, lycée que fréquente également son demi-frère Nathan. Il mesure 1 m 83.

### Saison 1
Lucas se voit offrir une place dans l'équipe de basket-ball de son lycée. Nathan est le capitaine de l'équipe, il ne souhaite pas la venue de son demi-frère et fait tout pour qu'il quitte l'équipe. De plus, Lucas est attiré par Peyton Sawyer, la petite amie de Nathan. Finalement, Lucas sort avec Brooke Davis, pom-pom girl et meilleure amie de Peyton.
Un soir, Lucas et son oncle Keith ont un accident de voiture. Lucas est sauvé par son père Dan mais reste dans le coma. À son réveil, il rompt avec Brooke pour être avec Peyton mais couche avec Nikki. Ses rapports avec Nathan s'améliorent au fil de la saison. À la fin de celle-ci, Nathan épouse Haley, la meilleure amie de Lucas.

### Saison 2
Lucas découvre qu'il a une maladie de cœur, héritée de son père. Mais il ne veut pas que sa mère l'apprenne et continue à mettre sa santé en danger en jouant au basket. Lucas se rend compte qu'il aime Brooke et décide de la reconquérir

### Saison 3
Brooke et Lucas décident d'avoir des rapports non exclusifs. Il utilise Rachel pour rendre Brooke jalouse. Keith décide d'adopter Lucas après s'être fiancé à Karen. Finalement, avant d'avoir rempli les papiers d'adoption, Keith est tué par Dan au cours d'une prise d'otages au lycée de Tree Hill. Durant la prise d'otages, Peyton, gravement blessée à la jambe, embrasse Lucas. À la suite de la mort de Keith, Lucas annonce sa maladie de cœur à son entourage. Lors du renouvellement de vœux de Nathan et d'Haley, Brooke apprend que Lucas a embrassé Peyton lors de la prise d'otages et décide de le quitter. Karen annonce à son fils qu'elle est enceinte de Keith.

### Saison 4
Lucas annonce à sa mère qu'il souhaite faire des études de littérature. Il essaye de reconquérir Brooke mais finalement sort avec Peyton, de manière exclusive, et les deux amoureux sont bien décidés à être heureux ensemble. De plus, il gagne avec Nathan et Skills le championnat d'état de basketball avec les Ravens. Il découvre aussi que c'est Dan qui a tué son oncle et veut le venger en le tuant. Alors qu'il menace son père avec un pistolet, sa mère enceinte s'évanouit et Lucas ne tue donc pas Dan.

### Saison 5
Quatre ans plus tard, Lucas est devenu écrivain. Son premier roman, racontant son adolescence à Tree Hill, a été un best-seller, mais il est maintenant en manque d'inspiration pour son second livre. Il rentre à Tree Hill avec son éditrice et nouvelle petite amie : Lindsey. Il entraîne les nouveaux Ravens avec Skills. On apprend dans l'épisode 5, qu'il a demandé Peyton en mariage juste avant de rencontrer Lindsey, mais qu'elle a refusé. Il finit finalement par écrire son second roman, intitulé "The Comet". Il demande Lindsey en mariage, mais lors de la cérémonie Lindsey comprend pourquoi le second livre de Lucas s'appelle "The Comet" (la Comète est la marque de la voiture de Peyton et c'est grâce à une panne de cette voiture que Lucas a parlé à Peyton pour la première fois). Lindsey quitte Lucas devant l'autel car elle est persuadée que Lucas aime toujours Peyton. 
Lucas doit choisir la femme de sa vie. À la fin de la saison, il appelle une personne et la demande en mariage, mais on voit Brooke, Lindsey et Peyton répondant toutes les trois à un appel, ne sachant donc pas laquelle reçoit l'appel de Lucas.

### Saison 6
On voit la personne qu'il a choisi qu'au début de la saison 6. Il s'agit de Peyton avec qui Lucas s'envole à Las Vegas pour se marier. Finalement, Lucas décide qu'il veut une cérémonie de mariage réunissant tous leurs amis. À leur retour, Peyton emménage avec Lucas dans la maison de Karen. 
Professionnellement, "The Comet" n'est pas du tout un succès. Cependant, "An Unkindness of Ravens" intéresse un producteur de cinéma, Julian Baker, qui veut adapter le livre en film. Lucas hésite un moment puis se laisse convaincre. Malgré quelques divergences de points de vue avec Julian (notamment lorsqu'il apprend que Julian et Peyton sortaient ensemble à Los Angeles), il en écrit le scénario et participe au casting. Finalement, le film ne se fait pas à cause de problèmes financiers. 
Peyton lui annonce qu'elle est enceinte au cours de la saison, ce qui rend Lucas fou de joie. Cependant, il se demande s'il sera un bon père. Tout se complique quand la grossesse de Peyton est sujette à des complications qui pourraient lui coûter la vie. Lucas lui demande alors de mettre un terme à sa grossesse, car il ne veut pas la perdre. Mais en sentant les coups de pied du bébé, il se rend compte qu'il aime déjà cet enfant. Ils se marient donc devant leurs amis, puis, après quelques complications, Peyton accouche d'une petite fille prénommée Sawyer Brooke Scott. Ils quittent ensuite Tree Hill pour aller à Rome en Italie.

### Saison 9
Lucas retourne à Tree Hill durant l'épisode 7, pour venir en aide à sa meilleure amie Haley.
Il repart en emmenant Lydia Scott et Jamie Scott (les enfants de Nathan et Haley) avec lui, pendant qu'Haley et les autres essaient de retrouver Nathan, qui s'est fait kidnapper.

## Présent
Lucas Scott vit toujours en Italie, à Rome avec Peyton Sawyer Scott, sa femme et leur fille, Sawyer Brooke Scott.

## Apparence
Lucas est posé, calme, affectueux et têtu. Il a les cheveux blond foncé et les yeux vert-bleu. Il mesure 1m83. Il est fou de littérature et adore la musique ainsi que le basket.